# Cosmos (manga)
Pour les articles homonymes, voir Cosmos.
Cosmos (コスモス, Kosumosu) est une série de mangas écrite et dessinée par Ryūhei Tamura. La série est publiée depuis avril 2023 dans le magazine Monthly Sunday Gene-X de l'éditeur Shōgakukan.

## Synopsis
Kaede Mizumori, un lycéen doué pour sentir les mensonges des personnes, rencontre Rin Homura, une lycéenne qui prétend être enquêtrice pour la Galaxy Finance Insurance Corporation, aussi connue sous le nom de COSMOS, une compagnie d'assurance qui cible les extraterrestres (des extraterrestres vivant sur Terre qui cachent leur véritable identité). Apprécié pour son talent, Mizumori devient membre de COSMOS à l'invitation d'Homura et s'implique dans des affaires impliquant des extraterrestres.

## Personnages
Kaede Mizumori (水森 楓, Mizumori Kaede)
Il s'agit d'un lycéen capable de détecter les mensonges à leur « odeur ». Il est beau, doué en sport et populaire auprès des filles, mais ce don l'empêche de nouer des relations profondes avec son entourage. Homura, convaincue que son don sera utile aux enquêtes d'assurance, le recrute pour rejoindre COSMOS.
Rin Homura (穂村 燐, Homura Rin)
Il s'agit d'une enquêteuse inexpressive de COSMOS. Elle porte le titre de chef de section. Bien qu'elle soit Terrienne, elle possède une force et des aptitudes au combat extraordinaires. Elle fréquente habituellement le même lycée que Mizumori lorsqu'elle était lycéenne. C'est une belle jeune fille, mais elle utilise un stratagème pour manipuler les apparences afin de ne pas se faire remarquer.

## Manga
Cosmos est une série de mangas japonais écrite et dessinée par Ryūhei Tamura. La série est publiée à partir du 19 avril 2023 dans le magazine Monthly Sunday Gene-X de l'éditeur Shōgakukan,. L'éditeur Shōgakukan publie la série sous format volumes tankōbon à partir du 17 novembre 2023. Le 19 mai 2025, 6 volumes ont été publiés au Japon.

### Liste des volumes
| no | Japonais          | Japonais          |
| no | Date de sortie    | ISBN              |
| -- | ----------------- | ----------------- |
| 1  | 17 novembre 2023  | 978-4-09-157784-9 |
| 2  | 19 février 2024   | 978-4-09-157798-6 |
| 3  | 17 mai 2024       | 978-4-09-157823-5 |
| 4  | 19 septembre 2024 | 978-4-09-157834-1 |
| 5  | 17 janvier 2025   | 978-4-09-157851-8 |
| 6  | 19 mai 2025       | 978-4-09-157882-2 |

## Autre
Pour commémorer la sortie du sixième volume du manga le 19 mai 2025, une vidéo promotionnelle et une publicité ont été mises en ligne sur la chaîne YouTube Monthly Sunday Gene-X le même jour. La publicité est apparue lors de la diffusion de « Case Closed » sur les chaînes affiliées à NNS le 24 mai 2025. Les deux vidéos sont narrées par Takayuki Sugō.

## Réception
La série a été classée au 5e rang de la 10e édition du Next Manga Awards 2024 dans la catégorie imprimée. Elle a été également nommée pour la 11e édition du Next Manga Awards 2025 dans la même catégorie. Avec Nezumi no Hatsukoi, Cosmos s'est classé neuvième sur la liste  Kono Manga ga Sugoi!  de Takarajimasha des meilleurs mangas de 2025 pour les lecteurs masculins. Elle a été nommée pour le 18e édition du Grand prix du manga en 2025 et s'est classé huitième avec 38 points,.
La série a été recommandée par les auteurs de mangas Tite Kubo, Kazuhiro Fujita, Hiromu Arakawa et Rumiko Takahashi, avec des commentaires figurant respectivement sur l'obi des premier, deuxième, quatrième et cinquième volumes,,.

### Œuvres
Édition japonaise
1. 1 2 3  (ja) « ＣＯＳＭＯＳ １ », sur Shōgakukan (consulté le 9 août 2025)
2. 1 2  (ja) « ＣＯＳＭＯＳ　２ », sur Shōgakukan (consulté le 9 août 2025)
3. 1 2  (ja) « ＣＯＳＭＯＳ　３ », sur Shōgakukan (consulté le 9 août 2025)
4. 1 2  (ja) « ＣＯＳＭＯＳ　４ », sur Shōgakukan (consulté le 9 août 2025)
5. 1 2  (ja) « ＣＯＳＭＯＳ　５ », sur Shōgakukan (consulté le 9 août 2025)
6. 1 2  (ja) « ＣＯＳＭＯＳ　６ », sur Shōgakukan (consulté le 9 août 2025)